# Water Valley
Water Valley település az Amerikai Egyesült Államok Mississippi államában, Yalobusha megyében, melynek megyeszékhelye is. Lakosainak száma 3380 fő (2020. április 1.).

## Népesség
A település népességének változása:

| 2010 | 3 392 |
| 2020 | 3 380 |